# Casa di Aristide

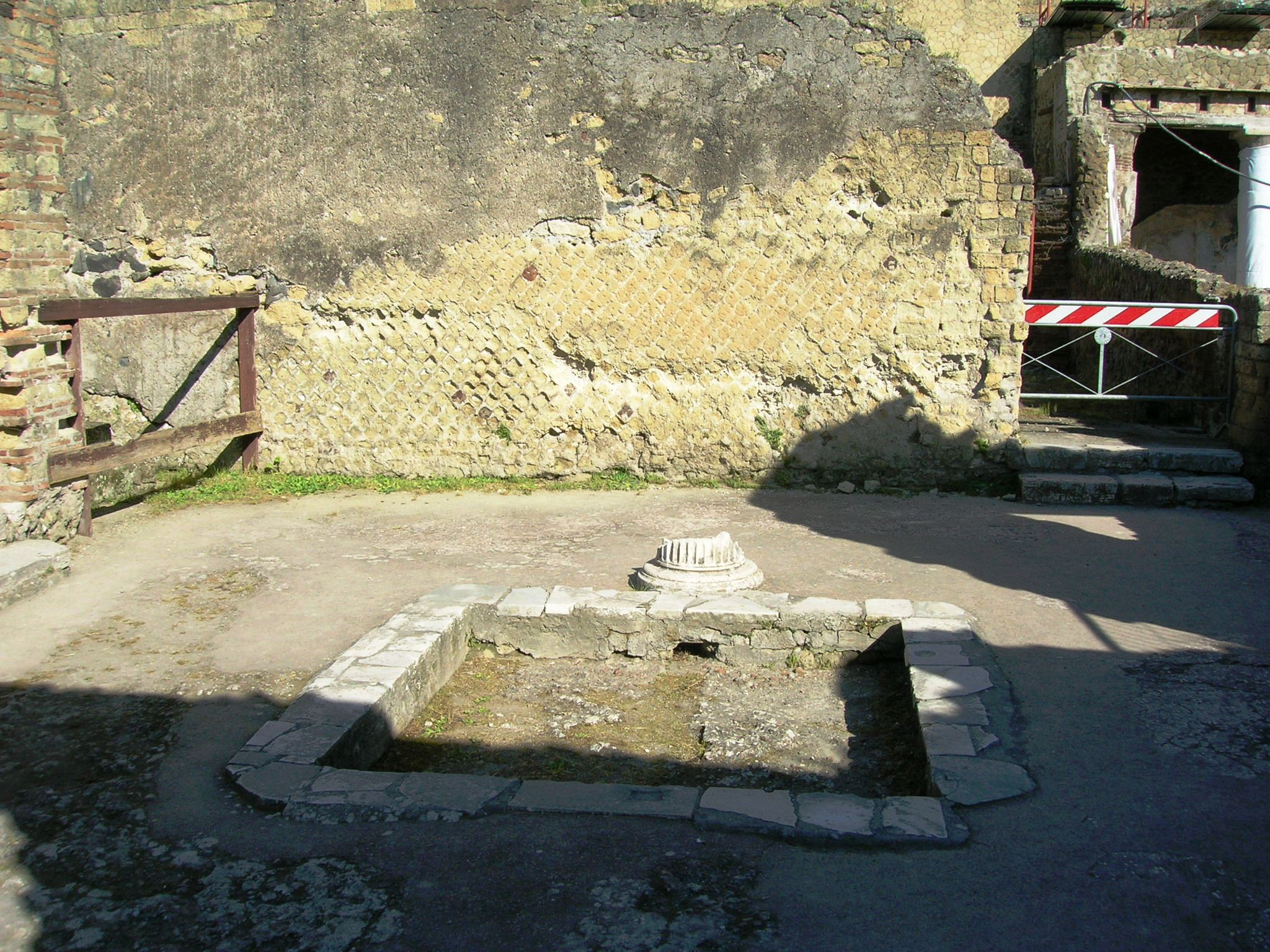
L'atrio con limpluvium

La casa di Aristide è una casa di epoca romana, sepolta durante l'eruzione del Vesuvio del 79 e ritrovata a seguito degli scavi archeologici dell'antica Ercolano.

## Storia e descrizione
La casa di Aristide, così chiamata poiché al suo interno venne ritrovata una statua in un primo momento ritenuta, erroneamente, essere la raffigurazione di Aristide, un politico ateniese, mentre poi si è scoperto appartenere all'oratore Eschine, subì la stessa sorte delle altre strutture di Ercolano, ossia sepolta sotto una coltre di fango durante l'eruzione del Vesuvio del 79, poi solidificatosi; venne scoperta durante il periodo dell'esplorazioni borboniche, quando fu usata per raggiungere la vicina Villa dei Papiri: purtroppo, i vari cunicoli scavati hanno distrutto la maggior parte degli ambienti, rendendone difficile l'interpretazione. In seguito è stata riportata alla luce, grazie a scavi a cielo aperto, all'inizio del XX secolo da Amedeo Maiuri, anche se una buona parte resta comunque ancora da esplorare.
La casa, in zona panoramica, sul ciglio della collina, direttamente sul mare prima che l'eruzione spostasse la linea di costa, ha accesso dal cardine III e l'atrio è caratterizzato da un impluvium e diverse porte che conducono alla restante abitazione: manca una parte del muro perimetrale, abbattuto dagli esploratori borbonici e quindi la casa di Aristide risulta essere unita alla casa d'Argo. Tutti gli ambienti sono realizzati in opus reticulatum e caratteristiche sono le sostruzioni in opera cementizia che reggono le stanze residenziali; è presente inoltre un piano inferiore che veniva utilizzato come cantina. Sulla spiaggia, che al momento dell'eruzione si trovava sotto la casa, sono stati ritrovati materiali di risulta, come frammenti di mattoni, stucchi e gesso, segno di lavori di recenti ristrutturazioni per riparare i danni provocati dai frequenti terremoti.